# Indo-hettita hipotézis
Az indo–hettita hipotézis az indo-hettita nyelv feltételezésével a hettita nyelv különleges sajátságainak magyarázatára született nyelvelmélet. Teljes mértékben hipotéziseken alapul. Az egész indoeurópai nyelvcsaládnak legrégebbi nyelvemlékei éppen a hettitáktól származnak (i. e. 2. évezred első felétől), és a jó ezer évvel későbbi szanszkrittal reprezentált összes többi indoeurópai nyelvtől való eltérésüket egy olyan elmélettel magyarázzák, amely még a hettiták koránál is jóval régebbre vezet vissza. Az indo-hettita elmélet nyelvészetileg adatolhatatlan korba helyezi az indoeurópai alapnyelv amúgy is bizonytalan kialakulását. Az indo-hettita elmélet a Colin Renfrew által publikált anatóliai származáselméletnek éppen az ellenkezője, bár Renfrew elméletének újabb változatai már ötvözhetők az indo-hettita alapnyelv feltevésével.

## Lényege
A hettita nyelvet rögtön megfejtése után az indoeurópai nyelvek közé sorolták. A későbbiekben azonban oly sok archaikus elemet ismertek fel benne, hogy ez a besorolás tarthatatlanná vált.[forrás?] A két lehetséges eset közül a nyelvészet azt választotta, hogy a hettita nyelvet az indoeurópai nyelvek kihalt mellékágának tekintik, amelynek nincs leszármazottja, és a PIE (proto-indoeurópai) nyelvtől még az i. e. 2. évezred előtt elkülönült. A másik lehetőség az lett volna, hogy az ősi jellegekre tekintettel a PIE nyelvhez nagyon közel állónak sorolják be, vagy éppen a hettitát tekintsék a PIE nyelvnek. Ez a lehetőség azonban az egész indoeurópai időrendet és a rekonstruált PIE nyelvi képét is felborította volna, ezért ezt a lehetőséget elvetették. Problémát jelent a hettita nyelv teljes kihalásának feltevése is, hiszen az ógörög, az örmény és tokhár nyelvek ma már nyilvánvaló kapcsolatban állnak vele.
Edgar H. Sturtevant már 1926-ban publikálta azt a nézetét, miszerint az anatóliai nyelvek elválása a PIE-től jelentősen korábban kellett végbemenjen, mint a többi indoeurópai nyelv szétrajzása. Az indo-hettita elmélet szerint i. e. 7000 körül vált el egymástól a PIE és az anatóliai ág a közös indo-hettita alapnyelvből. Ez a dátum nagyon problémás, hiszen 5000 évvel korábbra megy vissza, mint a legrégebbi hettita nyelvemlék, és 6000 évvel korábbra, mint az első szanszkrit. Ez az óriási időtávolság azzal szemléltethető, hogy a sumer–magyar nyelvrokonítás cáfolatai között elsődlegesen a sumer nyelv utolsó és a magyar nyelv első nyelvemlékei közt eltelt 3000 év szerepel.[forrás?]  Írott emlékek hiányában ilyen időtávokat nyelvészeti módszerekkel nem lehet leküzdeni, ez az indo-hettita elmélet legnagyobb gyengesége.
Az indo-hettita elmélet szerint a hettita nyelv archaikus elemei és a többi indoeurópai nyelvtől való eltérése csak az anatóliai letelepedésük után alakult ki. Ekkorra teszi a nemek megkülönböztetésének elvesztését, a névszóragozás hiányát, a főnévragozás élő és élettelen szerinti szétválását, a beszédhangok számának csökkenését és a szókincs jelentős megváltozását.
Az indo-hettita hipotézis egyik fontos érve, hogy nagyon sok indoeurópai terminológiát megőrzött a hettita nyelv, különösen a mezőgazdaságban. A laringális elmélettel igazolható, hogy a kiegészítő zár- és réshangok csak a hettitában maradtak fenn, a többi anatóliai nyelvben csak nyomokban maradtak meg.
Az anatóliai nyelveket már 1938 óta a többi indoeurópai nyelvet magában foglaló csoporttal egyenragú nyelvi kategóriaként kezelik. Az indo-hettita hipotézis ennek alapján elveti, hogy az anatóliai nyelvek az indoiránival, a göröggel vagy az örménnyel együtt vált volna el a többi indoeurópai nyelvtől. Továbbá erősíti ezt az elméletet még az a körülmény, hogy a nyelvileg újabbnak vélt indoeurópai fejlemények az anatóliai nyelvekben nem jelennek meg. Ez az elmélet azt állítja, hogy a hím- és nőnemű élők szétválasztása is újabb változás, eredendően a PIE nyelv is csak az élőket és életteleneket különböztette meg. A francia iskola azonban úgy véli, hogy a satem nyelvek és az anatóliai között csak kapcsolat volt, de egyébként nem rokonok. Döntő jelentőségű lehet, hogy a szétválást a kőkorszak végére (kőrézkor), a rézkorra vagy a bronzkorra helyezzük. A bronzkorra vonatkozóan még elég egységes indoeurópai alapszókincset rekonstruáltak, de a bronzművesség köréből a hettita nyelvben gyér az egyezés.
A PIE igék eloszlásának számítása eddig nem igazolta az indo-hettita hipotézist.

## Nyelvcsaládfák
A nyelvcsaládok és az indoeurópai nyelvek rokonságát az alábbiak szerint lehet vázolni:

### Hagyományos modell
A hagyományos modellben az alapnyelv szétágazásával jöttek létre az alapvető indoeurópai nyelvek. A nyelvi differenciálódás i. e. 3000 körülre tehető.
|           |           |           |           | proto-indoeurópai |           |  |  |                    |                    |                    |                    |                    |                    |  |  |                    |                    |                    |                    |                    |                    |  |  |                   |                   |                   |                   |                   |                   |
|           |           |           |           |                   |           |  |  |                    |                    |                    |                    |                    |                    |  |  |                    |                    |                    |                    |                    |                    |  |  |                   |                   |                   |                   |                   |                   |
|           |           |           |           |                   |           |  |  |                    |                    |                    |                    |                    |                    |  |  |                    |                    |                    |                    |                    |                    |  |  |                   |                   |                   |                   |                   |                   |
| anatóliai | anatóliai | anatóliai | anatóliai | anatóliai         | anatóliai |  |  | kelta-italo-tokhár | kelta-italo-tokhár | kelta-italo-tokhár | kelta-italo-tokhár | kelta-italo-tokhár | kelta-italo-tokhár |  |  | balti szláv-germán | balti szláv-germán | balti szláv-germán | balti szláv-germán | balti szláv-germán | balti szláv-germán |  |  | árja-görög-örmény | árja-görög-örmény | árja-görög-örmény | árja-görög-örmény | árja-görög-örmény | árja-görög-örmény |

### Indo-hettita modell
Az indo-hettita modellben az az indo-hettita nyelv i. e. 7000 körül vált szét hettita és PIE ágakra, a fejlődés menete a PIE-re nézve a továbbiakban azonos a hagyományos modellel.
|           |           |           |           | indo-hettita |           |  |  |                   |                   |                   |                   |                   |                   |
|           |           |           |           |              |           |  |  |                   |                   |                   |                   |                   |                   |
|           |           |           |           |              |           |  |  |                   |                   |                   |                   |                   |                   |
| anatóliai | anatóliai | anatóliai | anatóliai | anatóliai    | anatóliai |  |  | proto-indoeurópai | proto-indoeurópai | proto-indoeurópai | proto-indoeurópai | proto-indoeurópai | proto-indoeurópai |

### Anatóliai modell
Az anatóliai hipotézis szerint a hettita nyelv Anatóliában alakult ki az i. e. 7–6. évezredben, majd az i. e. 3. és i. e. 2. évezred fordulóját nem sokkal megelőzően a hettita nyelv nagy eltéréseit az itt felvett, máshonnan származó nyelvelemek okozták.
| PIE                | PIE                | PIE                | PIE                | PIE                | PIE                |  |  | anatóliai alapnépesség ismeretlen nyelve | anatóliai alapnépesség ismeretlen nyelve | anatóliai alapnépesség ismeretlen nyelve | anatóliai alapnépesség ismeretlen nyelve | anatóliai alapnépesség ismeretlen nyelve | anatóliai alapnépesség ismeretlen nyelve |  |  | akkád és asszír   | akkád és asszír   | akkád és asszír   | akkád és asszír   | akkád és asszír   | akkád és asszír   |  |  | amorita (nyugati sémi) | amorita (nyugati sémi) | amorita (nyugati sémi) | amorita (nyugati sémi) | amorita (nyugati sémi) | amorita (nyugati sémi) |  |  | sumer(?) | sumer(?) | sumer(?) | sumer(?) | sumer(?) | sumer(?) |  |  |  |  |  |  |  |  |  |  |  |  |  |  |  |  |  |  |  |  |  |  |  |  |  |  |  |  |
| PIE                | PIE                | PIE                | PIE                | PIE                | PIE                |  |  | anatóliai alapnépesség ismeretlen nyelve | anatóliai alapnépesség ismeretlen nyelve | anatóliai alapnépesség ismeretlen nyelve | anatóliai alapnépesség ismeretlen nyelve | anatóliai alapnépesség ismeretlen nyelve | anatóliai alapnépesség ismeretlen nyelve |  |  | akkád és asszír   | akkád és asszír   | akkád és asszír   | akkád és asszír   | akkád és asszír   | akkád és asszír   |  |  | amorita (nyugati sémi) | amorita (nyugati sémi) | amorita (nyugati sémi) | amorita (nyugati sémi) | amorita (nyugati sémi) | amorita (nyugati sémi) |  |  | sumer(?) | sumer(?) | sumer(?) | sumer(?) | sumer(?) | sumer(?) |  |  |  |  |  |  |  |  |  |  |  |  |  |  |  |  |  |  |  |  |  |  |  |  |  |  |  |  |
|                    |                    |                    |                    |                    |                    |  |  |                                          |                                          |                                          |                                          |                                          |                                          |  |  |                   |                   |                   |                   |                   |                   |  |  |                        |                        |                        |                        |                        |                        |  |  |          |          |          |          |          |          |  |  |  |  |  |  |  |  |  |  |  |  |  |  |  |  |  |  |  |  |  |  |  |  |  |  |  |  |
| PIE                | PIE                | PIE                | PIE                | PIE                | PIE                |  |  | anatóliai                                | anatóliai                                | anatóliai                                | anatóliai                                | anatóliai                                | anatóliai                                |  |  |                   |                   |                   |                   |                   |                   |  |  |                        |                        |                        |                        |                        |                        |  |  |          |          |          |          |          |          |  |  |  |  |  |  |  |  |  |  |  |  |  |  |  |  |  |  |  |  |  |  |  |  |  |  |  |  |
| PIE                | PIE                | PIE                | PIE                | PIE                | PIE                |  |  | anatóliai                                | anatóliai                                | anatóliai                                | anatóliai                                | anatóliai                                | anatóliai                                |  |  |                   |                   |                   |                   |                   |                   |  |  |                        |                        |                        |                        |                        |                        |  |  |          |          |          |          |          |          |  |  |  |  |  |  |  |  |  |  |  |  |  |  |  |  |  |  |  |  |  |  |  |  |  |  |  |  |
|                    |                    |                    |                    |                    |                    |  |  |                                          |                                          |                                          |                                          |                                          |                                          |  |  |                   |                   |                   |                   |                   |                   |  |  |                        |                        |                        |                        |                        |                        |  |  |          |          |          |          |          |          |  |  |  |  |  |  |  |  |  |  |  |  |  |  |  |  |  |  |  |  |  |  |  |  |  |  |  |  |
| kelta-italo-tokhár | kelta-italo-tokhár | kelta-italo-tokhár | kelta-italo-tokhár | kelta-italo-tokhár | kelta-italo-tokhár |  |  | balti szláv-germán                       | balti szláv-germán                       | balti szláv-germán                       | balti szláv-germán                       | balti szláv-germán                       | balti szláv-germán                       |  |  | árja-görög-örmény | árja-görög-örmény | árja-görög-örmény | árja-görög-örmény | árja-görög-örmény | árja-görög-örmény |  |  |                        |                        |                        |                        |                        |                        |  |  |          |          |          |          |          |          |  |  |  |  |  |  |  |  |  |  |  |  |  |  |  |  |  |  |  |  |  |  |  |  |  |  |  |  |

### Anatóliai modell másképp
Az anatóliai hipotézis egy változata szerint éppen a hettita nyelv az összes indoeurópai nyelv közös őse. Az összes indoeurópai nyelv Anatóliából származik és terjedt el. Kelet felé a satem ág, nyugat felé a kentum ág, amelyeknek különbözőségét a különböző kiinduló anatóliai nyelvek okozzák.
| Anatóliai alapnépesség | Anatóliai alapnépesség | Anatóliai alapnépesség | Anatóliai alapnépesség | Anatóliai alapnépesség | Anatóliai alapnépesség |  |  | akkád és asszír    | akkád és asszír    | akkád és asszír    | akkád és asszír    | akkád és asszír    | akkád és asszír    |  |  | amorita (nyugati sémi) | amorita (nyugati sémi) | amorita (nyugati sémi) | amorita (nyugati sémi) | amorita (nyugati sémi) | amorita (nyugati sémi) |  |  | sumer(?) | sumer(?) | sumer(?) | sumer(?) | sumer(?) | sumer(?) |  |  |  |  |  |  |  |  |  |  |  |  |  |  |  |  |  |  |  |  |  |  |
| Anatóliai alapnépesség | Anatóliai alapnépesség | Anatóliai alapnépesség | Anatóliai alapnépesség | Anatóliai alapnépesség | Anatóliai alapnépesség |  |  | akkád és asszír    | akkád és asszír    | akkád és asszír    | akkád és asszír    | akkád és asszír    | akkád és asszír    |  |  | amorita (nyugati sémi) | amorita (nyugati sémi) | amorita (nyugati sémi) | amorita (nyugati sémi) | amorita (nyugati sémi) | amorita (nyugati sémi) |  |  | sumer(?) | sumer(?) | sumer(?) | sumer(?) | sumer(?) | sumer(?) |  |  |  |  |  |  |  |  |  |  |  |  |  |  |  |  |  |  |  |  |  |  |
|                        |                        |                        |                        |                        |                        |  |  |                    |                    |                    |                    |                    |                    |  |  |                        |                        |                        |                        |                        |                        |  |  |          |          |          |          |          |          |  |  |  |  |  |  |  |  |  |  |  |  |  |  |  |  |  |  |  |  |  |  |
|                        |                        |                        |                        | Anatóliai (PIE)        |                        |  |  |                    |                    |                    |                    |                    |                    |  |  |                        |                        |                        |                        |                        |                        |  |  |          |          |          |          |          |          |  |  |  |  |  |  |  |  |  |  |  |  |  |  |  |  |  |  |  |  |  |  |
|                        |                        |                        |                        |                        |                        |  |  |                    |                    |                    |                    |                    |                    |  |  |                        |                        |                        |                        |                        |                        |  |  |          |          |          |          |          |          |  |  |  |  |  |  |  |  |  |  |  |  |  |  |  |  |  |  |  |  |  |  |
|                        |                        |                        |                        |                        |                        |  |  |                    |                    |                    |                    |                    |                    |  |  |                        |                        |                        |                        |                        |                        |  |  |          |          |          |          |          |          |  |  |  |  |  |  |  |  |  |  |  |  |  |  |  |  |  |  |  |  |  |  |
| Kelta-italo-tokhár     | Kelta-italo-tokhár     | Kelta-italo-tokhár     | Kelta-italo-tokhár     | Kelta-italo-tokhár     | Kelta-italo-tokhár     |  |  | balti szláv-germán | balti szláv-germán | balti szláv-germán | balti szláv-germán | balti szláv-germán | balti szláv-germán |  |  | Árja-görög-örmény      | Árja-görög-örmény      | Árja-görög-örmény      | Árja-görög-örmény      | Árja-görög-örmény      | Árja-görög-örmény      |  |  |          |          |          |          |          |          |  |  |  |  |  |  |  |  |  |  |  |  |  |  |  |  |  |  |  |  |  |  |

## Lásd még
- hettita nyelv
- anatóliai hipotézis

## Fordítás
- Ez a szócikk részben vagy egészben  az   Indo-Hittite című angol Wikipédia-szócikk fordításán alapul.  Az eredeti cikk szerkesztőit annak laptörténete sorolja fel. Ez a jelzés csupán a megfogalmazás eredetét és a szerzői jogokat jelzi, nem szolgál a cikkben szereplő információk forrásmegjelöléseként.